# Bershka
Bershka (укр. Бе́ршка) — мережа магазинів молодіжного одягу, яка належить компанії Inditex (яка також володіє брендами Zara, Massimo Dutti, Pull & Bear, Oysho, Uterqüe, Stradivarius).

## Історія
Перший магазин мережі відкрився у квітні 1998 року. Мережа орієнтується на молодіжну аудиторію у віці 14-25 років та є найдоступнішим за ціною брендом компанії Inditex. В Україні перший магазин мережі з'явився у 2009 році у Одесі у ТРЦ Рівьєра.
У вересні 2011 року Inditex Group запустила інтернет магазин у Франції, Німеччині, Італії, Нідерландах, Португалії, Іспанії та Великій Британії.
У берені 2023 року було оголошено, що бренди Bershka, Zara та Pull&Bear повернуться на ринок РФ під новими назвами, відповідно, Bershka матиме назву Ecru, Pull&Bear мали перейменувати на DUB, а Zara — на Maag.

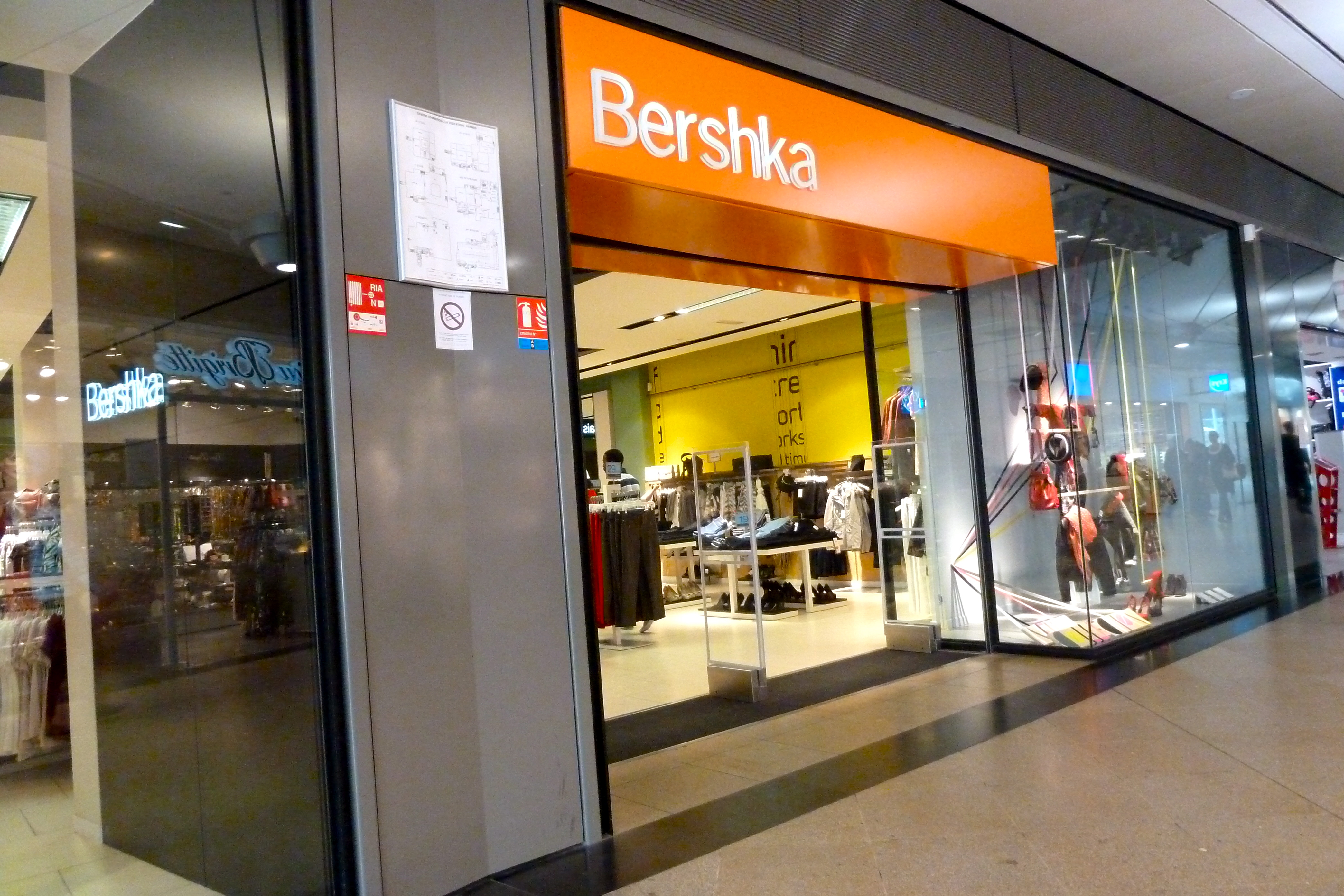
Бутік Bershka у Ренні

## Мережа
Актуальна кількість магазинів станом на 11 листопада 2018:
| Африка - Єгипет: 6 - Марокко: 3 - Туніс: 3 - Алжир: 2 | Азія - Таїланд: 1 | Європа - Чорногорія: 1 | Латинська Америка - США: 1 |